# Préchac (Gironde)
Préchac is een gemeente in het Franse departement Gironde (regio Nouvelle-Aquitaine). De plaats maakt deel uit van het arrondissement Langon. Préchac telde op 1 januari 2022 1.059 inwoners.

## Geografie
De oppervlakte van Préchac bedroeg op 1 januari 2022 63,87 vierkante kilometer; de bevolkingsdichtheid was toen 16,6 inwoners per km².

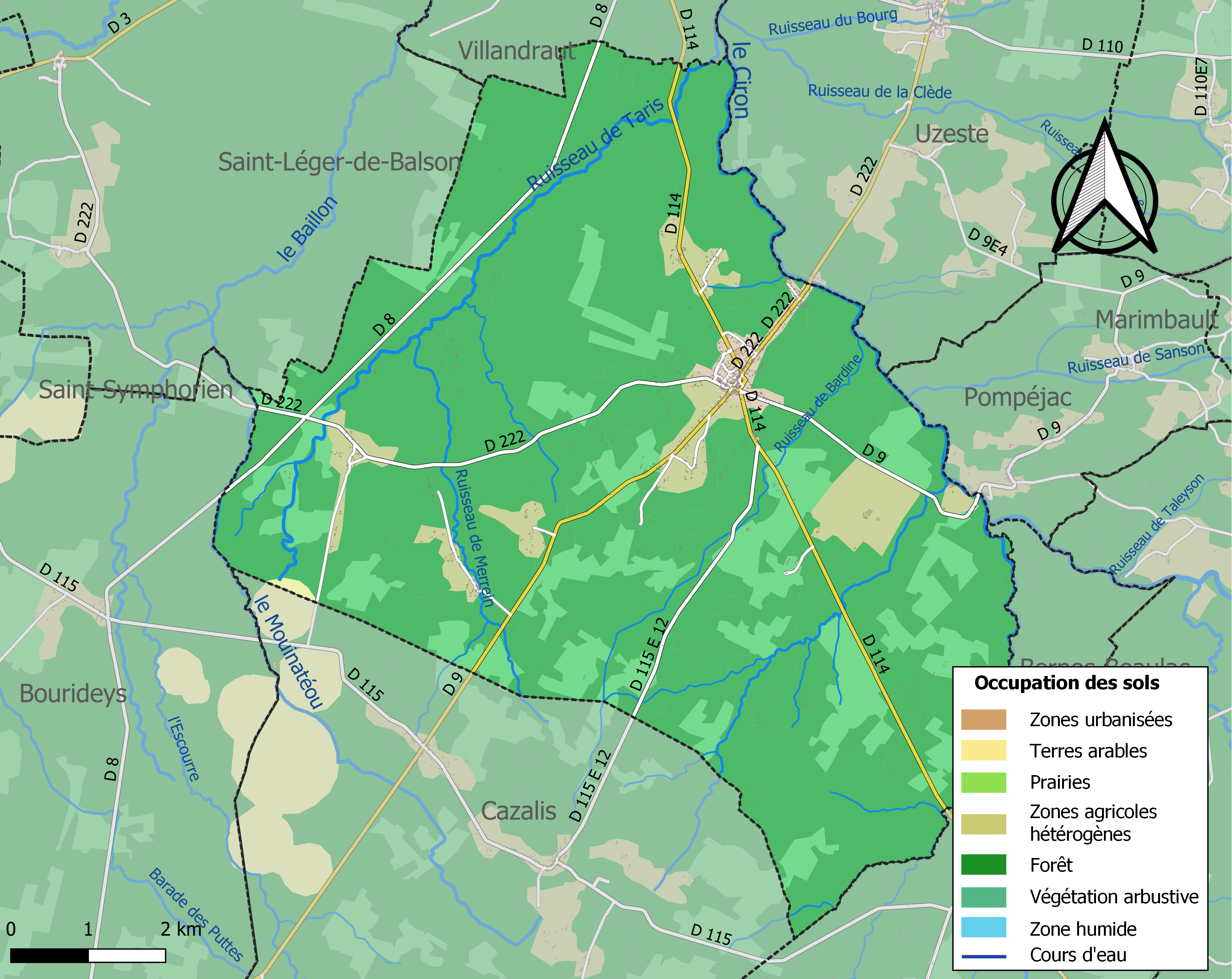
Kaart van de gemeente met belangrijkste infrastructuur, bodemgebruik en omliggende gemeenten

## Demografie
Onderstaande figuur toont het verloop van het inwonertal (bron: INSEE-tellingen).

## Afbeeldingen

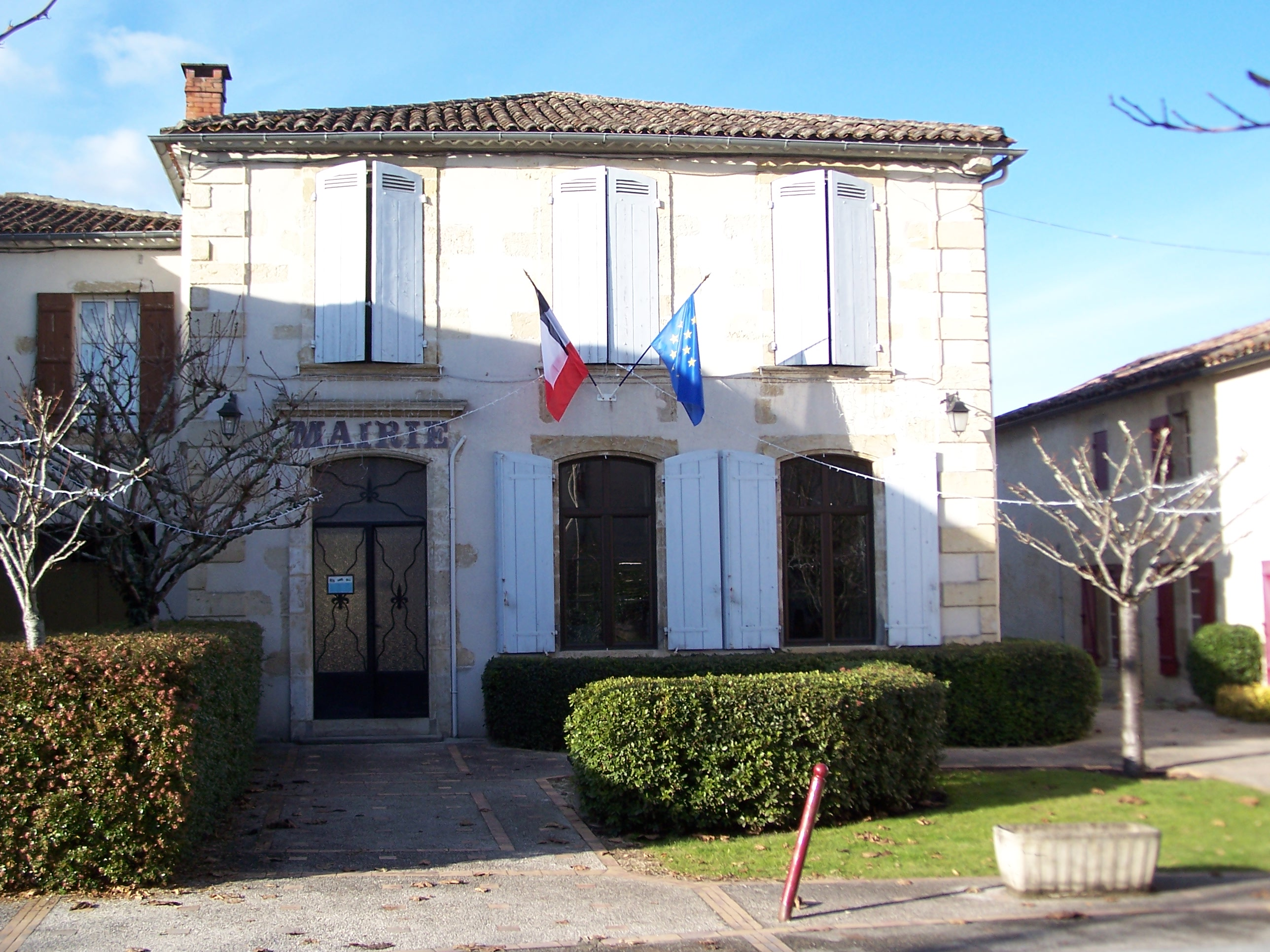
Gemeentehuis
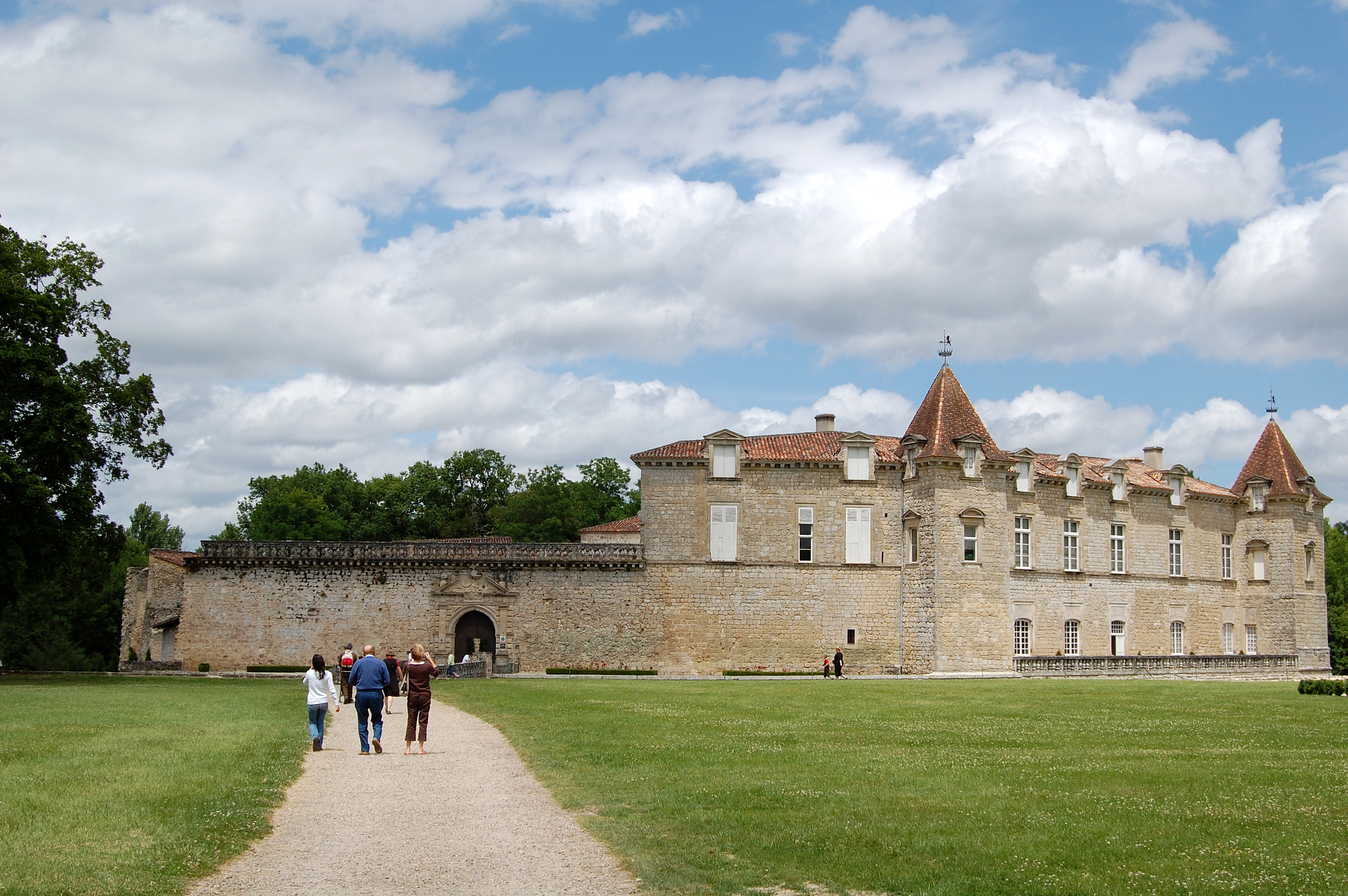
Château de Cazeneuve
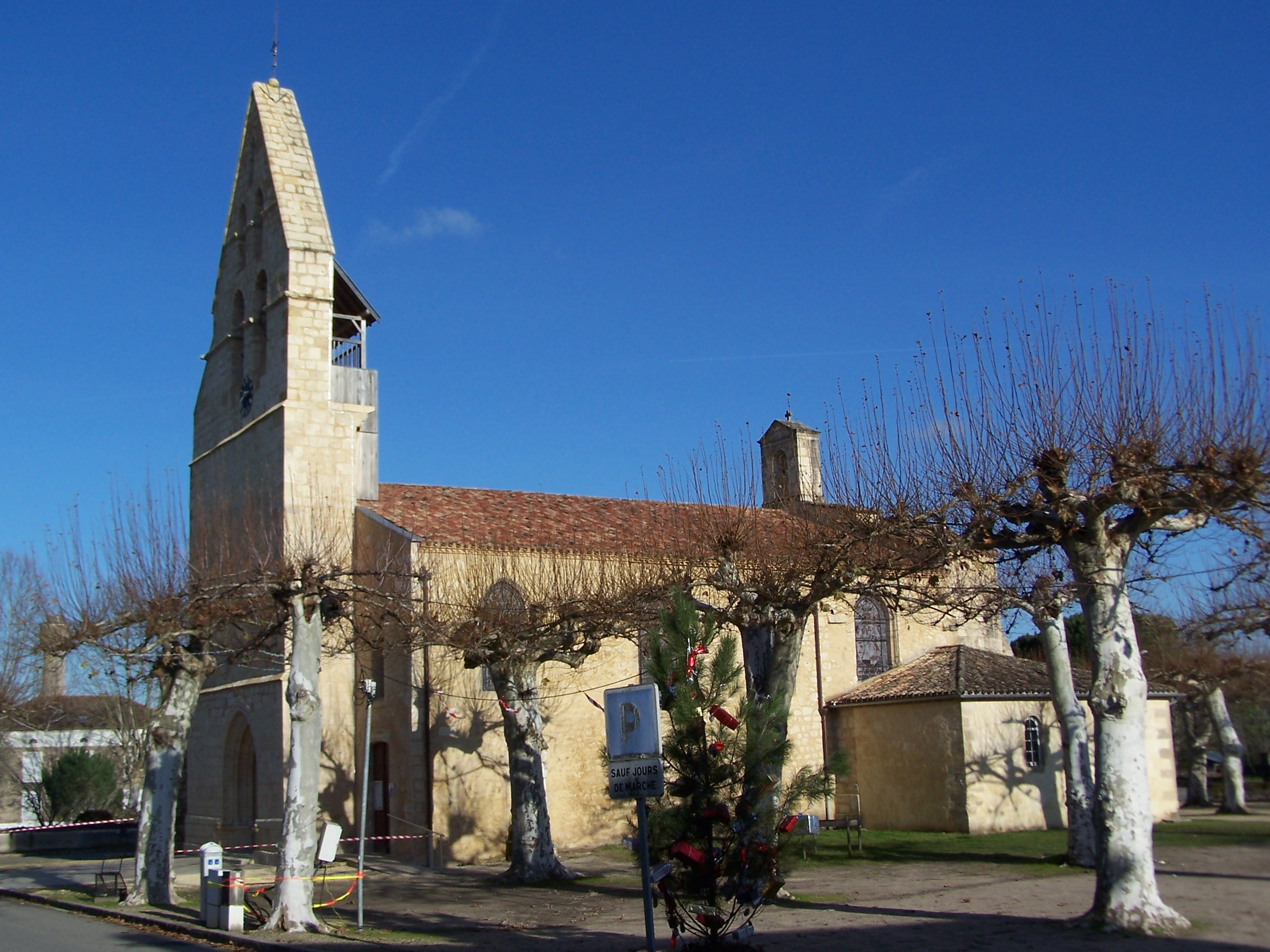
Église Saint-Pierre-ès-Liens